# Jugoslavija na Poletnih olimpijskih igrah 1952
Federativno ljudsko republiko Jugoslavijo je na Poletnih olimpijskih igrah 1952 v Helsinkih zastopalo šestindevetdeset športnikov v enajstih športih. Osvojili so eno zlato medaljo v veslanju ter dve srebrni medalji v nogometu in vaterpolu.

## Medalje
| Medalja | Tekmovalec | Šport     | Disciplina            |
| ------- | --- | --------- | --------------------- |
| 1       | Duje Bonačić Velimir Valenta Mate Trojanović Petar Šegvić | Veslanje  | Četverec brez krmarja |
| 2       | Vladimir Beara Branko Stanković Tomislav Crnković Zlatko Čajkovski Ivan Horvat Vujadin Boškov Tihomir Ognjanov Rajko Mitić Bernard Vukas Stjepan Bobek Branko Zebec Dušan Cvetković Milorad Diskić Ratko Čolić Slavko Luštica Zdravko Rajkov Vladimir Čonč Vladimir Firm | Nogomet   | Moški ekipno          |
| 2       | Zdravko Kovačić Veljko Bakašun Ivo Štakula Boško Vuksanović Ivica Kurtini Lovro Radonjić Zdravko Ježić Juraj Amšel Vlado Ivković Marko Brainović Dragoslav Šiljak | Vaterpolo | Moški ekipno          |